# Turistická značená trasa 1686
 Turistická značená trasa 1686 je 4,5 km dlouhá jizerskohorská modře značená trasa Klubu českých turistů v okrese Liberec spojující Hejnice s turistickou chatou Hubertka. Převažujícím směrem je směr východní a posléze severovýchodní. Trasa vede územím CHKO Jizerské hory.

## Průběh trasy
Turistická trasa 1686 má svůj počátek u nádraží v Hejnicích na rozcestí s červeně značenou trasou 0313 přicházející sem z Kristiánova a pokračující jako trasa 0350 přes Lázně Libverdu pod Smrk. Trasa 1686 vede východním směrem ulicemi a místními komunikacemi podél železniční trati Raspenava - Bílý Potok pod Smrkem s níž se dvakrát kříží. Souběh vede až na konec trati nádraží v Bílém Potoce, za kterým se nachází rozcestí s červeně značenou trasou 0342 na Smědavu, zeleně značenou trasou 3935 do sedla Holubníku a žlutě značenou trasou 6964 k Paličníku. Trasa 1686 zde mění směr z východního na severovýchodní a stoupá nejprve přes louku a poté po lesních pěšinách do svahů Kočičích kamenů. V jejich blízkosti u chaty Hubertka trasa končí. Přes zdejší rozcestí prochází opět červeně značená trasa 0350 a zeleně značená trasa 3966 od Nového Města pod Smrkem na Smědavu.

## Historie
Trasa byla vyznačena po roce 2006 přičemž úsek z Hejnice do Bílého Potoka byl zcela nový, z Bílého Potoka na Kočičí kameny došlo k přeznačení původního úseku zeleně značené trasy 3935.

## Turistické zajímavosti na trase
- Turistická chata Hubertka
- Kočičí kameny přístupné po krátké odbočce červené značky od Hubertky